# Acridoschema allardi
Acridoschema allardi là một loài bọ cánh cứng trong họ Cerambycidae.